# Fédération internationale de motocyclisme
Fédération internationale de motocyclisme (FIM) är det Internationella Motorcykelförbundet med säte i Genève, Schweiz, grundat 1904. FIM sanktionerar världsmästerskapen i de stora motorcykelsporterna och även världsmästerskap i snöskotersporter. FIM organiserar även större träffar för motorcyklister.